# アメリカ合衆国のファーストレディの一覧
アメリカ合衆国のファーストレディの一覧（アメリカがっしゅうこくのファーストレディのいちらん、List of First Lady of the United States）は、ホワイトハウスの歴代の女主人の一覧である。通常は大統領夫人が務めたが、独身や妻と死別した場合などには大統領夫人以外の女性が代わりを務めてきた。

## 概要
給与を受け取らず、その役割もアメリカ合衆国憲法で定義が成されていないにもかかわらず、多くの公式行事に夫である大統領に同伴して、時には大統領の代理として出席する。ホワイトハウスに専用のオフィスと専属のスタッフを抱え、これまでに数多くのファーストレディが大統領の政治に影響を与えてきた。
2021年1月20日にジョー・バイデン大統領夫人のジル・バイデンがドナルド・トランプ大統領夫人のメラニア・トランプの後継として正式な第48代アメリカ合衆国ファーストレディとなった。2025年1月20日にドナルド・トランプ大統領夫人のメラニア・トランプがジル・バイデンの後継として正式な第49代アメリカ合衆国ファーストレディとなった。
最初のファーストレディはジョージ・ワシントン初代大統領夫人のマーサ・ワシントンである。第10代大統領ジョン・タイラーと第28代大統領ウッドロウ・ウィルソンの両方が任期中に再婚したために、それぞれの任期中に2人がファーストレディを務めた。なお、ウィルソンの後妻であるイーディス・ウィルソンは夫が1919年10月に脳梗塞を発症して大統領としての執務が不可能になってからは「影の女性大統領」として多くの日常的業務と行政権の細部を代行した。
4人の夫人が夫が大統領に就任する前に亡くなったが、ホワイトハウスと国立ファーストレディ図書館は彼女達を正式なファーストレディに含めている。マーサ・ジェファーソン（第3代トマス・ジェファーソンの夫人）、レイチェル・ジャクソン（第7代アンドリュー・ジャクソンの夫人）、ハンナ・ヴァン・ビューレン（第8代マーティン・ヴァン・ビューレンの夫人）、エレン・アーサー（第21代チェスター・A・アーサーの夫人）である。
第15代ジェームズ・ブキャナンは唯一の生涯独身を通した大統領であり、姪のハリエット・レーンは非配偶者としては例外的に正式なファーストレディとして認められている。第22代（・第24代）大統領グロバー・クリーブランドは就任当初は独身であったために妹のローズ・クリーブランドが事実上のファーストレディを務めたが、就任翌年に21歳の女性（フランシス・クリーブランド）と結婚して彼女が史上最年少で正式なファーストレディになった。フランシスはファーストレディを唯一「連続しない」2期務めた女性である 。
未来の大統領と結婚した時に未亡人だったのはマーサ・ワシントン（初代ジョージ・ワシントンの夫人）、マーサ・ジェファーソン（第3代トマス・ジェファーソンの夫人）、ドリー・マディソン（第4代ジェームズ・マディソンの夫人）、イーディス・ウィルソン（第28代ウッドロウ・ウィルソンの夫人）である。また、離婚経験者だったのはレイチェル・ジャクソン（第7代アンドリュー・ジャクソンの夫人）、フローレンス・ハーディング（第29代ウォーレン・G・ハーディングの夫人）、ベティ・フォード（第38代ジェラルド・R・フォードの夫人）である。つまり最初の7人の大統領経験者のうち、4人が過去に結婚歴のある女性と結婚していることになる。
アメリカで非常に有名かつ多大な影響力を与えてきた女性達であり、大統領就任式でファーストレディが着用するドレスは古くから大きな注目を浴び、その多くはスミソニアン博物館に保存されている。ピンクが女の子の色として認識されるようになったのも、アイゼンハワー夫人の就任式後の舞踏会でピンクのドレスを着用したことがきっかけとされる。2007年には大統領1ドル硬貨プログラムの一環で、ファーストレディの栄誉を称えて造幣局が彼女達の肖像画が描かれた10ドル金貨（一部ブロンズメダルも発行）の発行を開始した。

## 現在の存命中のファーストレディ経験者
2023年11月21日現在、存命中のアメリカ合衆国ファーストレディ経験者は以下の4人。

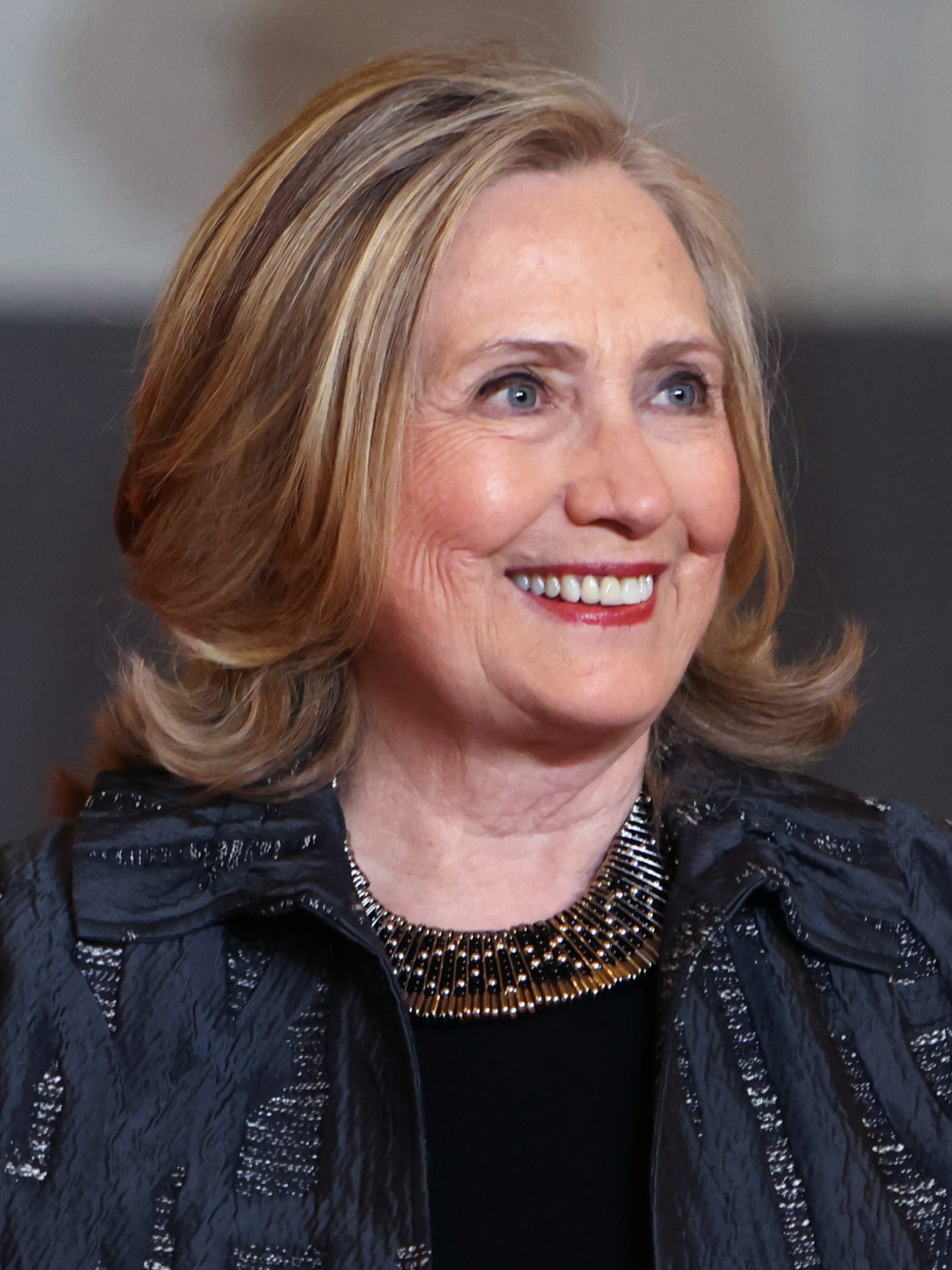
ヒラリー・クリントン (1993年–2001年) 1947年10月26日生 (77年 + 153日)
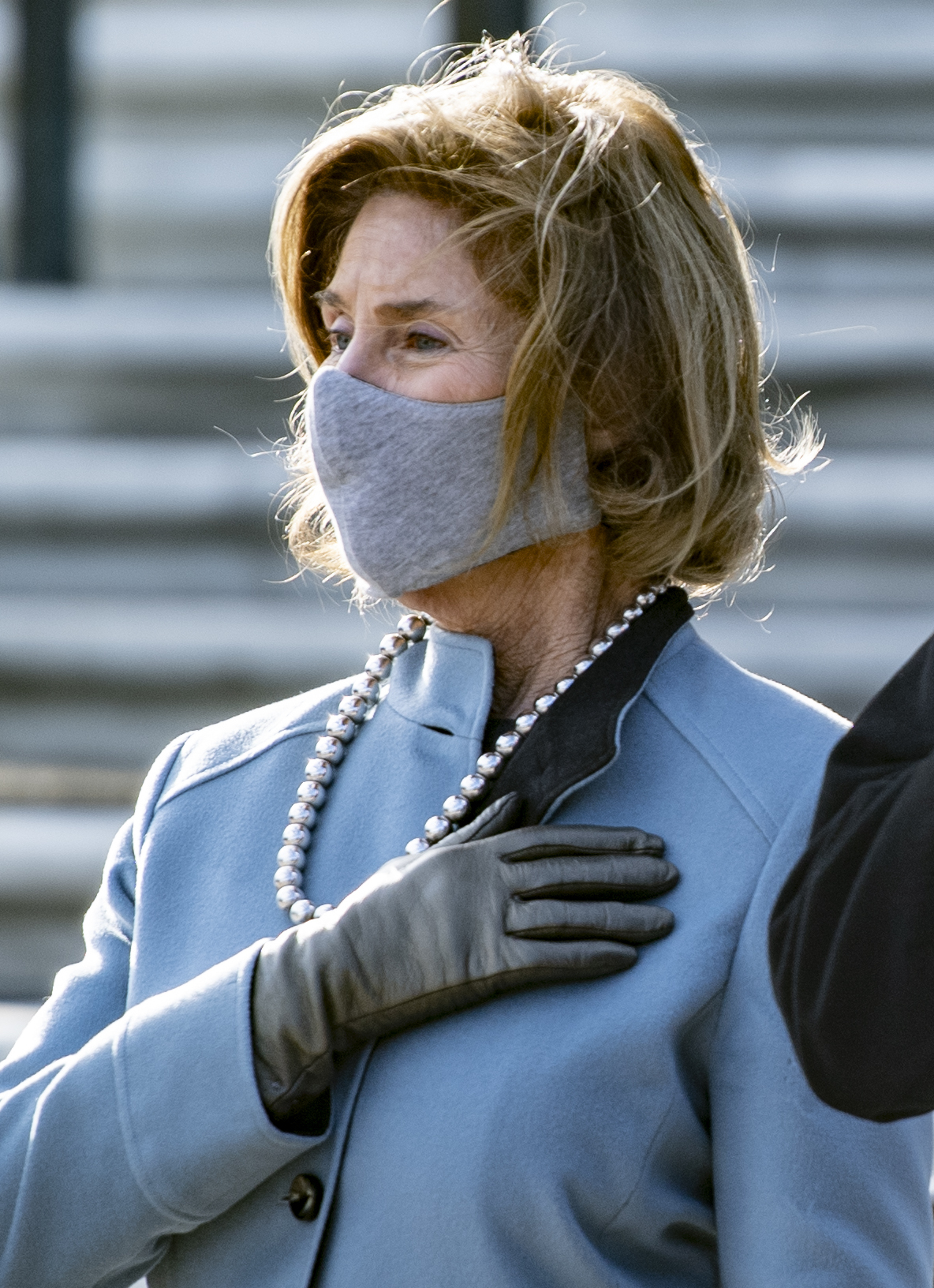
ローラ・ブッシュ (2001年–2009年) 1946年11月4日生
(78年 + 144日)
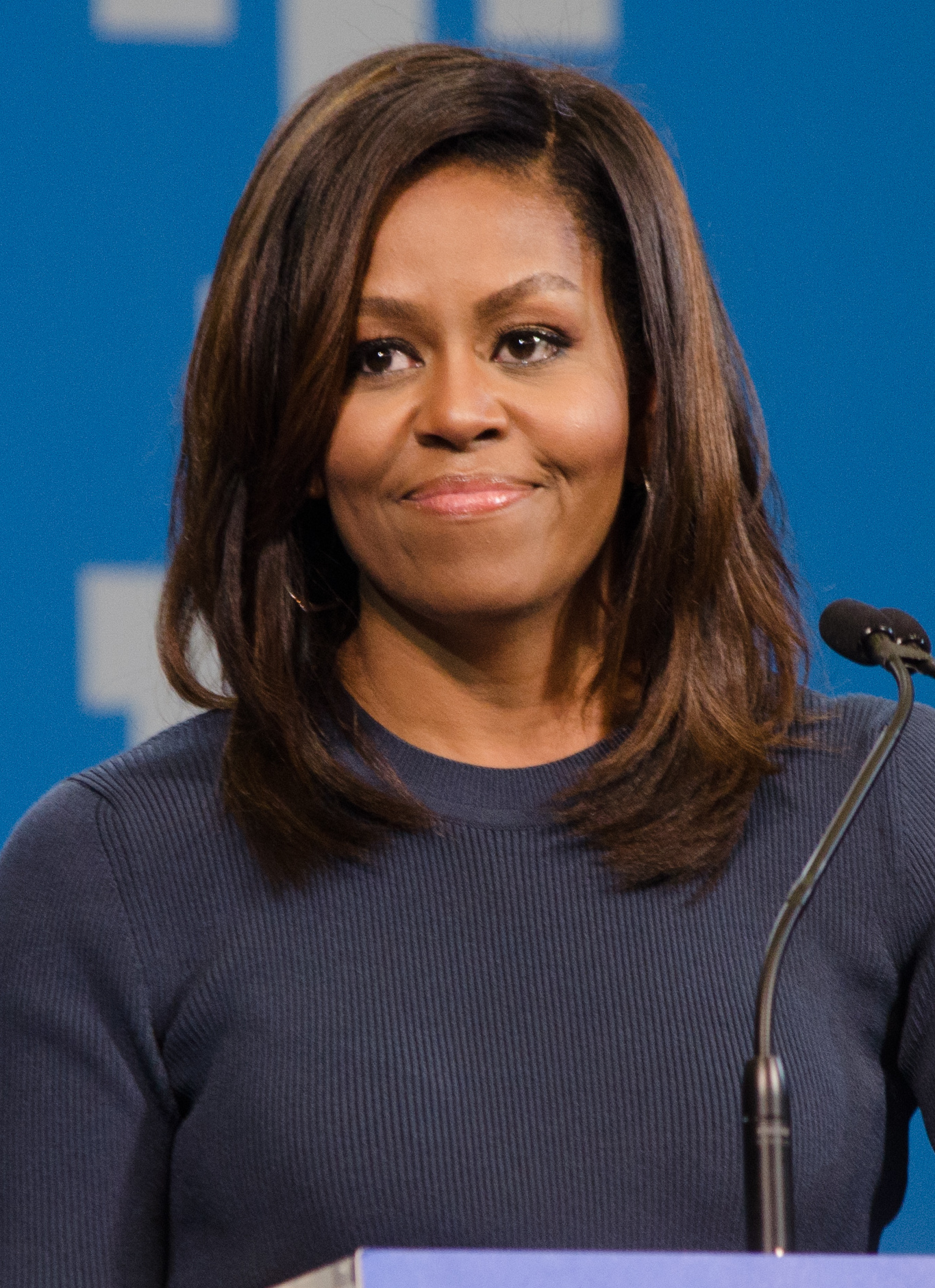
ミシェル・オバマ (2009年–2017年) 1964年1月17日生 (61年 + 70日)
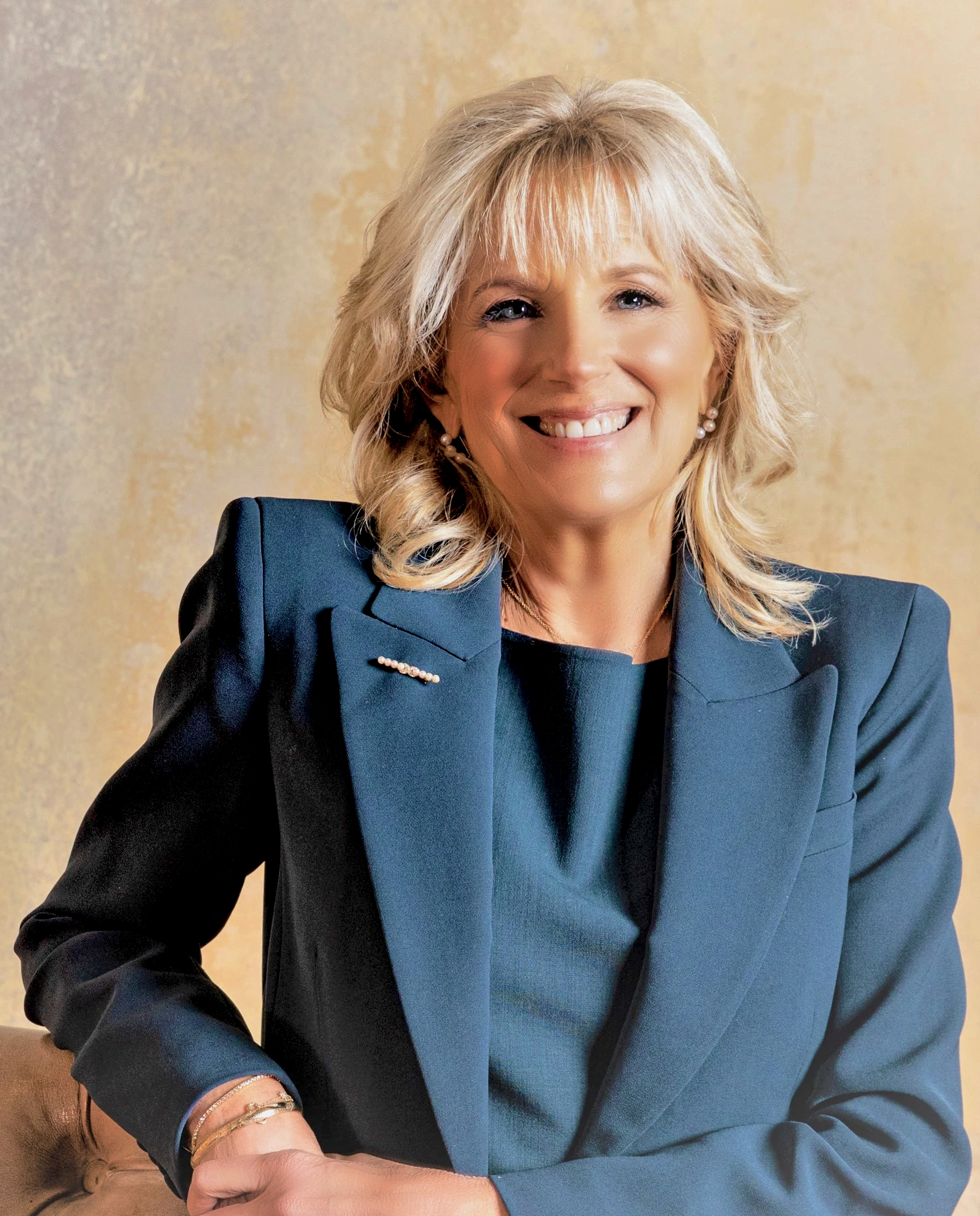
ジル・バイデン (2021年–2025年) 1951年6月3日生
(73年 + 298日)

## 歴代ファーストレディ
* — 事実上のファーストレディを務めたが、正式なファーストレディとして認められていない女性。
† — 未来の大統領と結婚して彼が大統領に就任する前に死亡したが、正式なファーストレディとして認められている女性。
‡ — ファーストレディを務めたが、大統領と結婚していなかった女性。
| 公式代数 | 画像                      | ファーストレディ                                              | 大統領 （記載の無い限り夫）               | 生誕・死没年月日               | 任務期間                      |
| -------- | ------------------------- | ------------------------------------------------------------- | ----------------------------------------- | ------------------------------ | ----------------------------- |
| 1        |                           | マーサ・ワシントン （旧姓：ダンドリッジ）                     | ジョージ・ワシントン                      | 1731年6月2日- 1802年5月22日    | 1789年4月30日- 1797年3月4日   |
| 2        |                           | アビゲイル・アダムズ （旧姓スミス）                           | ジョン・アダムズ                          | 1744年11月11日- 1818年10月28日 | 1797年3月4日- 1801年3月4日    |
| 3†       |                           | マーサ・ジェファーソン （旧姓ウェイルズ）                     | トマス・ジェファーソン                    | 1748年10月30日- 1782年9月6日   | —                             |
| *‡       |                           | マーサ・ジェファーソン・ランドルフ                            | トマス・ジェファーソン (父親)             | 1772年9月27日- 1836年10月10日  | 1801年3月4日- 1809年3月4日    |
| 4        |                           | ドリー・マディソン （旧姓ペイン）                             | ジェームズ・マディソン                    | 1768年5月20日- 1849年7月12日   | 1809年3月4日- 1817年3月4日    |
| 5        |                           | エリザベス・モンロー （旧姓コートライト）                     | ジェームズ・モンロー                      | 1768年6月30日- 1830年9月23日   | 1817年3月4日- 1825年3月4日    |
| 6        |                           | ルイーザ・アダムズ （旧姓ジョンソン）                         | ジョン・クインシー・アダムズ              | 1775年2月12日- 1852年5月15日   | 1825年3月4日- 1829年3月4日    |
| 7†       |                           | レイチェル・ジャクソン （旧姓ドネルソン）                     | アンドリュー・ジャクソン                  | 1767年6月15日- 1828年12月22日  | —                             |
| *‡       |                           | エミリー・ドネルソン                                          | アンドリュー・ジャクソン (叔母の夫)       | 1807年6月1日- 1836年12月19日   | 1829年3月4日- 1836年12月19日  |
| *‡       |                           | サラ・ジャクソン                                              | アンドリュー・ジャクソン (夫の後見人)     | 1803年7月16日- 1887年8月23日   | 1834年11月26日- 1837年3月4日  |
| 8†       |                           | ハンナ・ヴァン・ビューレン （旧姓ホーズ）                     | マーティン・ヴァン・ビューレン            | 1783年3月8日- 1819年2月5日     | —                             |
| *‡       |                           | アンジェリカ・ヴァン・ビューレン                              | マーティン・ヴァン・ビューレン (夫の父親) | 1818年2月13日- 1877年12月29日  | 1839年1月1日- 1841年3月4日    |
| 9        |                           | アンナ・ハリソン （旧姓シムズ）                               | ウィリアム・ヘンリー・ハリソン            | 1775年7月25日- 1864年2月25日   | 1841年3月4日- 1841年4月4日    |
| 10       |                           | レティティア・タイラー （旧姓クリスチャン）                   | ジョン・タイラー                          | 1790年11月12日- 1842年9月10日  | 1841年4月4日- 1842年9月10日   |
| *‡       |                           | プリシラ・タイラー                                            | ジョン・タイラー (夫の父親)               | 1816年6月41日- 1889年12月29日  | 1842年9月10日- 1844年6月26日  |
| 11       |                           | ジュリア・タイラー （旧姓ガーディナー）                       | ジョン・タイラー                          | 1820年5月17日- 1889年7月10日   | 1844年6月26日- 1845年3月4日   |
| 12       |                           | サラ・ポーク （旧姓チルドレス）                               | ジェームズ・K・ポーク                     | 1803年9月4日- 1891年8月14日    | 1845年3月4日- 1849年3月4日    |
| 13       |                           | マーガレット・テイラー （旧姓スミス）                         | ザカリー・テイラー                        | 1788年9月21日- 1852年8月14日   | 1849年3月4日- 1850年7月9日    |
| 14       |                           | アビゲイル・フィルモア （旧姓パワーズ）                       | ミラード・フィルモア                      | 1798年3月13日- 1853年3月30日   | 1850年7月9日- 1853年3月4日    |
| 15       |                           | ジェーン・ピアース （旧姓アップルトン）                       | フランクリン・ピアース                    | 1806年3月12日- 1863年12月2日   | 1853年3月4日- 1857年3月4日    |
| 16‡      |                           | ハリエット・レーン                                            | ジェームズ・ブキャナン (叔父)             | 1830年5月9日- 1903年7月3日     | 1857年3月4日- 1861年3月4日    |
| 17       |                           | メアリー・リンカーン （旧姓トッド）                           | エイブラハム・リンカーン                  | 1818年12月13日- 1882年7月16日  | 1861年3月4日- 1865年4月15日   |
| 18       |                           | エライザ・ジョンソン （旧姓マカーデル）                       | アンドリュー・ジョンソン                  | 1810年10月4日- 1876年1月15日   | 1865年4月15日- 1869年3月4日   |
| 19       |                           | ジュリア・グラント （旧姓デント）                             | ユリシーズ・S・グラント                   | 1826年1月26日- 1902年12月14日  | 1869年3月4日- 1877年3月4日    |
| 20       |                           | ルーシー・ヘイズ （旧姓ウェッブ）                             | ラザフォード・B・ヘイズ                   | 1831年8月28日- 1889年6月25日   | 1877年3月4日- 1881年3月4日    |
| 21       |                           | ルクレティア・ガーフィールド （旧姓ルドルフ）                 | ジェームズ・A・ガーフィールド             | 1832年4月19日- 1918年3月14日   | 1881年3月4日- 1881年9月19日   |
| 22†      |                           | エレン・アーサー （旧姓ハーンドン）                           | チェスター・A・アーサー                   | 1837年8月30日- 1880年1月12日   | —                             |
| *‡       |                           | メアリー・マッケルロイ                                        | チェスター・A・アーサー (兄)              | 1841年7月5日- 1917年1月8日     | 1881年9月19日- 1885年3月4日   |
| *‡       |                           | ローズ・クリーブランド                                        | グロバー・クリーブランド (兄)             | 1846年6月13日- 1918年11月22日  | 1885年3月4日- 1886年6月2日    |
| 23       |                           | フランシス・クリーブランド （旧姓フォルサム、後にプレストン） | グロバー・クリーブランド                  | 1864年7月21日- 1947年10月29日  | 1886年6月2日- 1889年3月4日    |
| 24       |                           | キャロライン・ハリソン （旧姓スコット）                       | ベンジャミン・ハリソン                    | 1832年10月1日- 1892年10月25日  | 1889年3月4日- 1892年10月25日  |
| *‡       |                           | メアリー・ハリソン                                            | ベンジャミン・ハリソン (父親)             | 1858年4月3日- 1930年10月28日   | 1892年10月25日- 1893年3月4日  |
| 25       |                           | フランシス・クリーブランド （旧姓フォルサム、後にプレストン） | グロバー・クリーブランド                  | 1864年7月21日- 1947年10月29日  | 1893年3月4日- 1897年3月4日    |
| 26       |                           | アイダ・マッキンリー （旧姓サクストン）                       | ウィリアム・マッキンリー                  | 1847年6月8日- 1907年5月26日    | 1897年3月4日- 1901年9月14日   |
| 27       |                           | イーディス・ルーズベルト （旧姓カーロウ）                     | セオドア・ルーズベルト                    | 1861年8月6日- 1948年9月30日    | 1901年9月14日- 1909年3月4日   |
| 28       |                           | ヘレン・タフト （旧姓ハロン）                                 | ウィリアム・ハワード・タフト              | 1861年6月2日- 1943年5月22日    | 1909年3月4日- 1913年3月4日    |
| 29       |                           | エレン・ウィルソン （旧姓アクソン）                           | ウッドロウ・ウィルソン                    | 1860年5月15日- 1914年8月6日    | 1913年3月4日- 1914年8月6日    |
| *‡       |                           | マーガレット・ウィルソン                                      | ウッドロウ・ウィルソン (父親)             | 1886年4月16日- 1944年2月12日   | 1914年8月6日- 1915年12月18日  |
| 30       |                           | イーディス・ウィルソン （旧姓ボーリング）                     | ウッドロウ・ウィルソン                    | 1872年10月15日- 1961年12月28日 | 1915年12月18日- 1921年3月4日  |
| 31       |                           | フローレンス・ハーディング （旧姓クリング）                   | ウォーレン・G・ハーディング               | 1860年8月15日- 1924年11月21日  | 1921年3月4日- 1923年8月2日    |
| 32       |                           | グレース・クーリッジ （旧姓グットヒュー）                     | カルビン・クーリッジ                      | 1879年1月3日- 1957年7月8日     | 1923年8月2日- 1929年3月4日    |
| 33       |                           | ルー・フーヴァー （旧姓ヘンリー）                             | ハーバート・フーヴァー                    | 1874年3月29日- 1944年1月7日    | 1929年3月4日- 1933年3月4日    |
| 34       |                           | エレノア・ルーズベルト                                        | フランクリン・ルーズベルト                | 1884年10月11日- 1962年11月7日  | 1933年3月4日- 1945年4月12日   |
| 35       |                           | ベス・トルーマン （旧姓ウォレス）                             | ハリー・S・トルーマン                     | 1885年2月13日- 1982年10月13日  | 1945年4月12日- 1953年1月20日  |
| 36       |                           | マミー・アイゼンハワー （旧姓ダウド）                         | ドワイト・D・アイゼンハワー               | 1896年11月14日- 1979年11月1日  | 1953年1月20日- 1961年1月20日  |
| 37       |                           | ジャクリーン・ケネディ （旧姓ブーヴィエ、後にオナシス）       | ジョン・F・ケネディ                       | 1929年7月28日- 1994年5月19日   | 1961年1月20日- 1963年11月22日 |
| 38       |                           | レディ・バード・ジョンソン （旧姓テイラー）                   | リンドン・B・ジョンソン                   | 1912年12月22日- 2007年7月11日  | 1963年11月22日- 1969年1月20日 |
| 39       |                           | パット・ニクソン （旧姓ライアン）                             | リチャード・ニクソン                      | 1912年3月16日- 1993年6月22日   | 1969年1月20日- 1974年8月9日   |
| 40       |                           | ベティ・フォード （旧姓ブルーマー）                           | ジェラルド・R・フォード                   | 1918年4月8日- 2011年7月8日     | 1974年8月9日- 1977年1月20日   |
| 41       |                           | ロザリン・カーター （旧姓スミス）                             | ジミー・カーター                          | 1927年8月18日- 2023年11月19日  | 1977年1月20日- 1981年1月20日  |
| 42       |                           | ナンシー・レーガン （旧姓ロビンズ、デービス）                 | ロナルド・レーガン                        | 1921年7月6日- 2016年3月6日     | 1981年1月20日- 1989年1月20日  |
| 43       |                           | バーバラ・ブッシュ （旧姓ピアース）                           | ジョージ・H・W・ブッシュ                  | 1925年7月8日- 2018年4月17日    | 1989年1月20日- 1993年1月20日  |
| 44       |                           | ヒラリー・クリントン （旧姓ローダム）                         | ビル・クリントン                          | 1947年10月26日- 存命中         | 1993年1月20日- 2001年1月20日  |
| 45       |                           | ローラ・ブッシュ （旧姓ウェルチ）                             | ジョージ・W・ブッシュ                     | 1946年11月4日- 存命中          | 2001年1月20日- 2009年1月20日  |
| 46       |                           | ミシェル・オバマ （旧姓ロビンソン）                           | バラク・オバマ                            | 1964年1月17日- 存命中          | 2009年1月20日- 2017年1月20日  |
| 47       | Portrait of Melania Trump | メラニア・トランプ （旧姓クナウス）                           | ドナルド・トランプ                        | 1970年4月26日- 存命中          | 2017年1月20日- 2021年1月20日  |
| 48       |                           | ジル・バイデン （旧姓ジェイコブス）                           | ジョー・バイデン                          | 1951年6月3日- 存命中           | 2021年1月20日- 2025年1月20日  |
| (47)     | Portrait of Melania Trump | メラニア・トランプ （旧姓クナウス）                           | ドナルド・トランプ                        | 1970年4月26日- 存命中          | 2025年1月20日- (現職)         |

## ファーストレディ記念硬貨の一覧
前述のように造幣局は大統領1ドル硬貨プログラムの一環で、ファーストレディ記念10ドル金貨及びブロンズメダルの発行を開始した。以下はこれまでに発行されたファーストレディ記念硬貨の一覧である。アメリカ合衆国の有名な婦人参政権論者であるアリス・ポールもファーストレディでは無いが、この中に含まれている。
| 発行番号 | ファーストレディ                         | 発行日         | 表面のデザイン （10ドル金貨） | 裏面のデザイン （10ドル金貨） | 表面のデザイン （ブロンズメダル） | 裏面のデザイン （ブロンズメダル） |
| -------- | ---------------------------------------- | -------------- | ----------------------------- | ----------------------------- | --------------------------------- | --------------------------------- |
| 1        | マーサ・ワシントン                       | 2007年6月19日  |                               |                               |                                   |                                   |
| 2        | アビゲイル・アダムズ                     | 2007年6月19日  |                               |                               |                                   |                                   |
| 3        | トーマス・ジェファーソンのリバティ       | 2007年8月30日  |                               |                               |                                   |                                   |
| 4        | ドリー・マディソン                       | 2007年11月19日 |                               |                               |                                   |                                   |
| 5        | エリザベス・モンロー                     | 2008年2月28日  |                               |                               |                                   |                                   |
| 6        | ルイーザ・アダムズ                       | 2008年5月29日  |                               |                               |                                   |                                   |
| 7        | アンドリュー・ジャクソンのリバティ       | 2008年8月28日  |                               |                               |                                   |                                   |
| 8        | マーティン・ヴァン・ビューレンのリバティ | 2008年11月25日 |                               |                               |                                   |                                   |
| 9        | アンナ・ハリソン                         | 2009年3月5日   |                               |                               |                                   |                                   |
| 10       | レティティア・タイラー                   | 2009年7月2日   |                               |                               |                                   |                                   |
| 10A      | ジュリア・タイラー                       | 2009年8月6日   |                               |                               |                                   |                                   |
| 11       | サラ・ポーク                             | 2009年9月3日   |                               |                               |                                   |                                   |
| 12       | マーガレット・テイラー                   | 2009年12月3日  |                               |                               |                                   |                                   |
| 13       | アビゲイル・フィルモア                   | 2010年3月18日  |                               |                               |                                   |                                   |
| 14       | ジェーン・ピアース                       | 2010年6月3日   |                               |                               |                                   |                                   |
| 15       | ジェームズ・ブキャナンのリバティ         | 2010年8月19日  |                               |                               |                                   |                                   |
| 16       | メアリー・リンカーン                     | 2010年12月2日  |                               |                               |                                   |                                   |
| 17       | エライザ・ジョンソン                     | 2011年5月5日   |                               |                               |                                   |                                   |
| 18       | ジュリア・グラント                       | 2011年6月23日  |                               |                               |                                   |                                   |
| 19       | ルーシー・ヘイズ                         | 2011年9月1日   |                               |                               |                                   |                                   |
| 20       | ルクレティア・ガーフィールド             | 2011年12月1日  |                               |                               |                                   |                                   |
| 21       | アリス・ポール                           | 2012年10月12日 |                               |                               | —                                 | —                                 |
| 22       | フランシス・クリーブランド               | 2012年11月15日 |                               |                               | —                                 | —                                 |
| 23       | キャロライン・ハリソン                   | 2012年12月6日  |                               |                               | —                                 | —                                 |
| 24       | フランシス・クリーブランド               | 2012年12月20日 |                               |                               | —                                 | —                                 |
| 25       | アイダ・マッキンリー                     | 2013年11月14日 |                               |                               | —                                 | —                                 |
| 26       | イーディス・ルーズベルト                 | 2013年11月21日 |                               |                               | —                                 | —                                 |
| 27       | ヘレン・タフト                           | 2013年12月2日  |                               |                               | —                                 | —                                 |
| 28       | エレン・ウィルソン                       | 2013年12月9日  |                               |                               | —                                 | —                                 |
| 28A      | イーディス・ウィルソン                   | 2013年12月16日 |                               |                               | —                                 | —                                 |
| 29       | フローレンス・ハーディング               | 2014年7月10日  |                               |                               | —                                 | —                                 |
| 30       | グレース・クーリッジ                     | 2014年7月17日  |                               |                               | —                                 | —                                 |
| 31       | ルー・フーヴァー                         | 2014年8月14日  |                               |                               | —                                 | —                                 |
| 32       | エレノア・ルーズベルト                   | 2014年9月4日   |                               |                               | —                                 | —                                 |

## その他の大統領の夫人
何人かの大統領は、大統領就任前に妻を亡くしているか、離婚している。
以下の4人の大統領は、大統領就任前に妻を亡くした後、生涯再婚しなかった。
- トーマス・ジェファーソン（第3代、1801年就任） - マーサ・ウェイルズと1772年に結婚し、1782年に死別した。
- アンドリュー・ジャクソン（第7代、1829年就任） - レイチェル・ドネルソンと1794年に結婚し、大統領就任直前の1828年に死別した。
- マーティン・ヴァン・ビューレン（第8代、1837年就任） - ハンナ・ホーズと1807年に結婚し、1819年に死別した。
- チェスター・アーサー（第21代、1881年就任） - エレン・ハーンドンと1859年に結婚し、1880年に死別した。

以下の2人の大統領は、大統領就任前に妻を亡くした後に再婚した。
- セオドア・ルーズベルト（第26代、1901年就任） - アリス・ハサウェイ・リーと1880年に結婚し、1884年に死別した。
- ジョー・バイデン（第46代、2021年就任） - ネイリア・ハンターと1966年に結婚し、1972年に死別した。

以下の2人の大統領は、大統領就任前に離婚した。
- ロナルド・レーガン（第40代、1981年就任） - ジェーン・ワイマンと1940年に結婚し、1949年に離婚した。
- ドナルド・トランプ（第45代、2017年就任） - イヴァナ・ゼルニーチコヴァーと1977年に結婚し、1992年に離婚した。その後、マーラ・メープルズと1993年に結婚し、1999年に離婚した。

以下の2人の大統領は、大統領退任後に妻を亡くした後に再婚している。
- ミラード・フィルモア（第13代、1853年退任） - キャロライン・C・マッキントッシュ（英語版）と1858年に結婚した。
- ベンジャミン・ハリソン（第23代、1893年退任） - メアリー・ディミック（英語版）と1896年に結婚した。